# Xã Stanton, Quận Goodhue, Minnesota
Xã Stanton (tiếng Anh: Stanton Township) là một xã thuộc quận Goodhue, tiểu bang Minnesota, Hoa Kỳ. Năm 2010, dân số của xã này là 1.130 người.